# Bazarnyj Karabułak
Bazarnyj Karabułak (ros. Базарный Карабулак) – osiedle typu miejskiego w Rosji, w obwodzie saratowskim, ośrodek administracyjny rejonu bazarno-karabułackiego. W 2010 liczyło 849 mieszkańców.